# Xyris augusto-coburgii
Xyris augusto-coburgii là một loài thực vật hạt kín trong họ Hoàng đầu. Loài này được Szyszyl. ex Beck miêu tả khoa học đầu tiên năm 1888.